# Skurugataberg
Skurugataberg är en av Smålands högsta punkter med sina 338 meter över havet (bland annat Tomtabacken, Kulla backar och Taberg är högre). Skurugataberg ligger bara ett stenkast från Skuruhatt och kan ses om man står på Hatten och tittar österut in i skogen. Skurugataberg är dessutom en triangelpunkt.